# Allsvenskan i handboll för herrar 1934/1935
Allsvenskan i handboll 1934/1935 var den historiskt första säsongen i Sveriges högsta division i handboll för herrar. Säsongen spelades 11 november 1934 till och med 9 december 1934 och vanns av Redbergslids IK.
Från början hade man tänkt sig en serie med två lag från vardera Stockholm, Göteborg och Karlskrona samt ett lag från Jönköping och ett från Örebro. Flera klubbar ansåg dock att kostnaderna skulle bli för höga med långa dyrbara resor. Så även Göteborgsklubbarna. Till slut fick man dock ihop sex lag men såväl IFK Örebro som GoIF Fram från Jönköping backade ur. Det gjorde även Stockholms-Göta som hade ett starkt lag i början av 1930-talet. Vid denna tid hade även Flottan i Stockholm och Karlskrona utmärkta lag och de ställde upp liksom SoIK Hellas från Stockholm och Karlskrona BK. Slutligen bestämde sig även Göteborgsklubbarna Redbergslids IK och Majornas IK för att deltaga. Det blev alltså sex lag och den första serien kom att genomföras som en enkelserie.
Söndagen den 11 november 1934 blåste domaren redaktör Gunnar Sternudd till spel i den allra första allsvenska handbollsmatchen. Den gick av stapeln i Flottans Exercishus i Karlskrona där de båda flottanlagen möttes inför cirka 1 500 åskådare. Entréavgifterna var överkomliga: 1:50 kr för sittplats och 75 öre för ståplats. 
Den första målskytten genom tiderna i Allsvenskan blev Erik Linder från Karlskronaflottan medan hans lagkamrat John "Doggen" Olsson fick det tvivelaktiga nöjet att lägga seriens första straffkast som han dock missade. Karlskrona Flottans IF vann matchen mot Stockholms Flottans IF med 20-13.
Så kom då den stora och med spänning emotsedda seriefinalen 1934 Redbergslids IK mot Majorna. Den spelades den 9 december i Gamla Mässhallen inför den då största publiken någonsin i svensk handboll, 2 439 personer. Det blev en mycket spännande och omväxlande match där det ännu var oavgjort strax före full tid. Redbergslids IK tog ledningen men MIK vände till 2-1. Redbergslids IK ledde sedan med 8-4 i början av andra halvlek, men MIK segade sig ikapp till 8-8 och 9-9, främst genom Lars Baltzers fina skytte. Strax före slutet avgjorde dock Donald Andersson till Redbergslids IK:s fördel och 10-9 blev slutsiffrorna. Domaren KG Spendrup blåste inte ett enda straffkast under matchen.

## Sluttabellen
| Nr | Lag                    | S | V | O | F | GM | IM | MS  | P  |
| -- | ---------------------- | - | - | - | - | -- | -- | --- | -- |
| 1  | Redbergslids IK        | 5 | 5 | 0 | 0 | 58 | 43 | +15 | 10 |
| 2  | Majornas IK            | 5 | 4 | 0 | 1 | 77 | 61 | +16 | 8  |
| 3  | Flottans IF Stockholm  | 5 | 2 | 0 | 3 | 60 | 62 | −2  | 4  |
| 4  | Karlskrona BK          | 5 | 2 | 0 | 3 | 68 | 72 | −4  | 4  |
| 5  | SoIK Hellas            | 5 | 1 | 0 | 4 | 65 | 75 | −10 | 2  |
| 6  | Flottans IF Karlskrona | 5 | 1 | 0 | 4 | 68 | 83 | −15 | 2  |

## Skytteligan
|   | Spelare           | Lag                    | Antal mål |
| - | ----------------- | ---------------------- | --------- |
| 1 | Bertil Persson    | Karlskrona BK          | 27        |
| 2 | Sigfrid Schönning | Flottans IF Stockholm  | 26        |
| 3 | Åke Gustafsson    | Majornas IK            | 23        |
| 3 | Erik Linder       | Flottans IF Karlskrona | 23        |
| 5 | Lars Baltzer      | Majornas IK            | 22        |

- Källa: [1]